# More
more - програма в UNIX-подібних операційних системах, що використовується для проглядання вмісту текстових файлів. На відміну від less, more виводить вміст файлу на екран окремими сторінками. Для переходу на наступну сторінку використовується клавіша пробілу. Натиснення на клавішу «Enter» приводить до зсуву вниз на один рядок. Окрім клавіш пробілу і «Enter» в режимі паузи ще деякі клавіші діють як керівники (наприклад, клавіша «В» повертає текст на один екран назад). Вийти з режиму перегляду можна за допомогою клавіші «Q». Про всі опції команди more можна прочитати на довідковій сторінці man.